# Extrachaos Vol. 1
Extrachaos Vol. 1 es un álbum recopilatorio editado por la banda de groove metal Plan 4. El disco incluye las canciones que la banda ha grabado para diferentes discos tributos, un cover de "Armas" de Massacre, temas en vivo y en una canción inédita, "Supera el dolor".

## Canciones
1. T.V Crimes (Black Sabbath)
2. Somebody put something in my drink (Ramones)
3. Skin o my teeth (Megadeth)
4. Armas (Massacre)
5. Supera el dolor *
6. Dos caras **
7. Más allá de la razón **
8. El principio o el fin **
9. Entre la vida y la muerte **
10. Destino **

* Tema inédito compuesto por H.Espejo/Compiano/G.Espejo
** Temas grabados en vivo
- Datos: Q8847157